# Замок Райдт
 Замок Райдт (нем.  Schloss Rheydt) — замок в районе Райдт немецкого города Мёнхенгладбах (федеральная земля Северный Рейн-Вестфалия), построенный в эпоху Возрождения.

## История замка
Первое упоминание о замке датировано 1180 годом, когда в переписке кёльнский архиепископ Филипп I указал, что с владельца замка (Вильгельма фон Хеппендорфа) были собраны доходы.
На протяжении 300 лет замок принадлежал баронскому роду Биландтов. Свой нынешний вид он приобрёл при Отто фон Биландте, который привлёк к перепланировке сына известного итальянского архитектора Алессандро Паскалини. Он работал в стиле, чуть отличающимся от стиля своего отца: к замку были добавлены казематы и бастионы, а также вокруг вырыт ров. Внутренние же помещения Паскалини-младший украсил каминами, статуями и различными картинами. До сих пор его творения находятся в хорошем состоянии.
На протяжении XIX века замок многократно менял владельцев, однако они не могли позволить себе столь большое количество затрат в связи с его содержанием, из-за чего он постепенно пришёл в упадок. В 1917 году власти города выкупили его, замок был незначительно реконструирован и открыт как музей Рейдта.
В 1978 году замок Райдт был награждён премией «Европейский музей года», вручаемой Европейским музейным форумом.
С 1989 по 1993 год в нём проведены восстановительные работы, после чего в 1994 году замок вновь открылся в интерьерном образе 16-го века.
В нынешнее время в замке проводятся различные средневековые фестивали.
- Модель замка в 1600 году
- Западное крыло замка